# Borovec pri Kočevski Reki
Borovec pri Kočevski Reki je naselje v občini Kočevje.